# Toquí de clatell blanc
El toquí de clatell blanc o toquí de pili blanc (Atlapetes albinucha) és un ocell de la família dels passerèl·lids (Passerellidae) que pobla els boscos de muntanya de l'orient de Mèxic.

## Descripció
És de mida mitjana, d'uns 17 cm des del bec fins a la punta de la cua. Tant mascles com femelles tenen el cap negre, amb algunes ratlles blanques distintives a la corona i el clatell. El color negre s'estén al llarg de l'esquena, el carpó i la cua i es dilueix cap a les regions ventrals, que són grogues brillants, des de la gola fins a les plomes cobertores inferiors de la cua. El bec és negre i les potes marró fosc. Els individus juvenils són marronosos més que negres amb el ventre ratllat.

## Taxonomia
Dins aquesta espècie Peterson i Chalif (2008) i Sibley i Monroe inclouen Atlapetes gutturalis, un ocell que és molt semblant i habita a Centreamèrica (des de Chiapas fins a Panamà). Es diferencia de les poblacions de l'orient de Mèxic per tenir groga la gola i el pit i el ventre blancs però la majoria de les autoritats taxonòmiques A. gutturalis la consideren dins la subespècie A. a. gutturalis.
Es reconeixen set subespècies:
- A. a. albinucha (d'Orbigny & Lafresnaye, 1838) localitzat a l'est i sud-est de Mèxic.
- A. a. griseipectus (Dwight & Griscom, 1921) sud de Mèxic, oest de Guatemala i oest d'El Salvador.
- A. a. fuscipygius (Dwight & Griscom, 1921) Hondures, nord-oest d'El Salvador i nord-oest de Nicaragua.
- A. a. parvirostris (Dwight & Griscom, 1921) Costa Rica.
- A. a. brunnescens (Chapman, 1915) oest de Panamà.
- A. a. azuerensis (Aldrich, 1937) península d'Azuero (sud de Panamà).
- A. a. gutturalis (Lafresnaye, 1843) oest de Colòmbia fins al nord d'Ecuador.